# リアランド
リアランド有限会社は、埼玉県所沢市にある音楽制作会社である。主に、楽曲の制作、Webアニメーションの制作などを行っていたが、現在は制作活動を停止している。以前はmanzo（萬Z（量産型））のマネジメントを行っていた（manzoの作品は2011年現在、flying dogからリリースされている）。

## 沿革
- 2002年1月 会社創立
- 2004年9月1日 会社設立
- 2008年9月 ホームページリニューアル
- 2009年10月 はる卯との専属契約を解除
- 2009年1月1日 東京都新宿区新宿5-18-20-403から、埼玉県所沢市上新井156-32へ移転
- 2009年12月12日 manzoとムーランのティー・オー・ピーへの移籍を発表

## 関係する項目
- manzo
- はる卯
- 蛙男商会
- ウサライダー
- 関口太郎
- 日本ブレイク工業